# Carp (Nevada)
Carp es un área no incorporada ubicada en el condado de Lincoln en el estado estadounidense de Nevada.

## Geografía
Carp se encuentra ubicado en las coordenadas 37°6′43″N 114°29′34″O / 37.11194, -114.49278.